# Uładzimir Siemaszka
Uładzimir Ilicz Siemaszka (błr. Уладзімір Ільіч Семашка, ros. Владимир Ильич Семашко, Władimir Iljicz Siemaszko; ur. 20 listopada 1949 w Kalinkowiczach) – białoruski polityk, w latach 2003-2010 pierwszy wicepremier Białorusi, od 2018 ambasador Białorusi w Moskwie.

## Kariera polityczna
Uładzimir Siemaszka w 1972 ukończył Białoruski Instytut Techniczny. Od 1972 do 1974 odbywał służbę wojskową. W latach 1976–1996 pracował w kilku miejscach. Był konstruktorem, szefem departamentu konstruktorskiego w zakładzie przemysłowym, a także szefem Stowarzyszenia Badań i Produkcji INTEGRAL.
Od 1996 do 2001 był dyrektorem Mińskego Zakładu Przemysłowego "Horizont". Od 2001 do 2003 zajmował stanowisko ministra energii Republiki Białorusi. Od lipca do grudnia 2003 pełnił obowiązki wicepremiera Białorusi. W grudniu 2003 został pierwszym wicepremierem w rządzie Siarhieja Sidorskiego.
W 2018 mianowany ambasadorem Białorusi w Moskwie; pełnił tę funkcję do 2022 roku.
Odznaczony Orderem Ojczyzny II i III stopnia, Orderem Honoru.